# Константин Бранкуши
Константин Бранкуши или Константин Бранкузи (рум. Constantin Brâncuşi; Хобица, 19. фебруар 1876 — Париз, 16. март 1957) је био румунски вајар који је радио и стварао у Француској и Румунији. Један је од најутицајнијих вајара с почетка XX века. Сматра се да је у традицији модернизма развио скулптуралну апстракцију и отворио пут за надреализам и минимализам 60-их година. Његова дјела се налазе у музејима широм свијета, почев од Француске, САД, Румуније и Аустрије.

## Образовање
Бранкуши је рођен у румунском селу Хобица код Таргу Жијуа, у Карпатима 1876. године. Родитељи су му били сиромашни пастири. Са села је побјегао у Крајову и ту се пријавио у школу уметности где је осим у образовања у резбарству дошао и до основних знања.
Школу је завршио 1898. године и одлази на студије вајарства у Букурешт, а 1903. године у Минхен и коначно у Париз. У Паризу је студирао на „Школи лепих уметности“ и касније радио у атељеу Огиста Родена. Постепено је створио свој атеље и развио властити стил обележен формалном огољеношћу. Бранкуши је направио три споменика у својој родној земљи, у Таргу Жијуу, 1938. године. То су били: Бескрајна колона, Врата пољупца и Сто тишине. Велики успех је доживео 1913. године када је излагао на „Салону независних“ и у САД.